# Nymphon australe
Nymphon australe is een zeespin uit de familie Nymphonidae. De soort behoort tot het geslacht Nymphon. Nymphon australe werd in 1902 voor het eerst wetenschappelijk beschreven door Hodgson. 